# Абдулаев, Анатолий Гафарович
Анатолий Гафарович Абдула́ев  (1944—2012) — советский и российский актёр театра и кино, Народный артист Российской Федерации (1996).

## Биография
Родился Анатолий Гафарович в Ярославле 23 декабря 1944 года.
Образование Абдулаев получил в Ярославском театральном училище и Воронежском институте искусств.
Основную часть творческой карьеры провёл в Воронежском ТЮЗе, где начал работу в 1966 году. Также работал в Камерном и академическом театрах драмы имени А. Кольцова. За свою карьеру сыграл более 100 спектаклей, в которых он играл самые разнообразные роли: как простых сказочных персонажей в детских спектаклях, так и более сложные, требующие  отражения психологического образа героя.
Также Абдулаев работал преподавателем. В Воронежской академии искусств он на протяжении 13 лет преподавал актёрское мастерство. Там же поставил 13 студенческих спектаклей.
Вместе с народным артистом РФ Александром Тарасенко стал соавтором юмористической книги «Пир духа».
А. Г. Абдулаев умер 23 февраля 2012 года. Похоронен в Воронеже на Коминтерновском кладбище.

## Награды
- Дипломант высшей национальной театральной премии «Золотая маска» за исполнение роли в «Дядюшкином сне» на сцене Камерного театра[1][2].
- Заслуженный артист РСФСР (1978)[3].
- Народный артист Российской Федерации (1996).

## Актёрские работы
- Дэвис — «Сторож»
- Казарин — «Маскарад» М. Ю. Лермонтова
- Ребе — «Тойбеле и её демон»
- Князь К. — «Дядюшкин сон» Ф. М. Достоевского
- Сэр Тоби Бэлч — «Двенадцатая ночь» У. Шекспира
- Захар, слуга Обломова — «Облом off»
- Миссис О’Дугал — «Бедный Билли»
- Рок — «Альбом»
- Гарпагон — «Скупой» Мольера
- Кот Мурлыка — телепередача «Сказки кота Мурлыки»

## Фильмография
1. 1997 — На заре туманной юности — Тютенька